# 니콜라 비초니
니콜라 비초니(이탈리아어: Nicola Vizzoni, 1973년 11월 4일~)는 이탈리아의 육상 선수, 지도자로 주 종목은 해머던지기이다. 올림픽에 4회 참가했으며 2000년 하계 올림픽 남자 해머던지기 종목에서 은메달을 획득했다.